# Berlandina plumalis
Berlandina plumalis är en spindelart som först beskrevs av O. Pickard-Cambridge 1872.  Berlandina plumalis ingår i släktet Berlandina och familjen plattbuksspindlar. Inga underarter finns listade.